# IRWIN

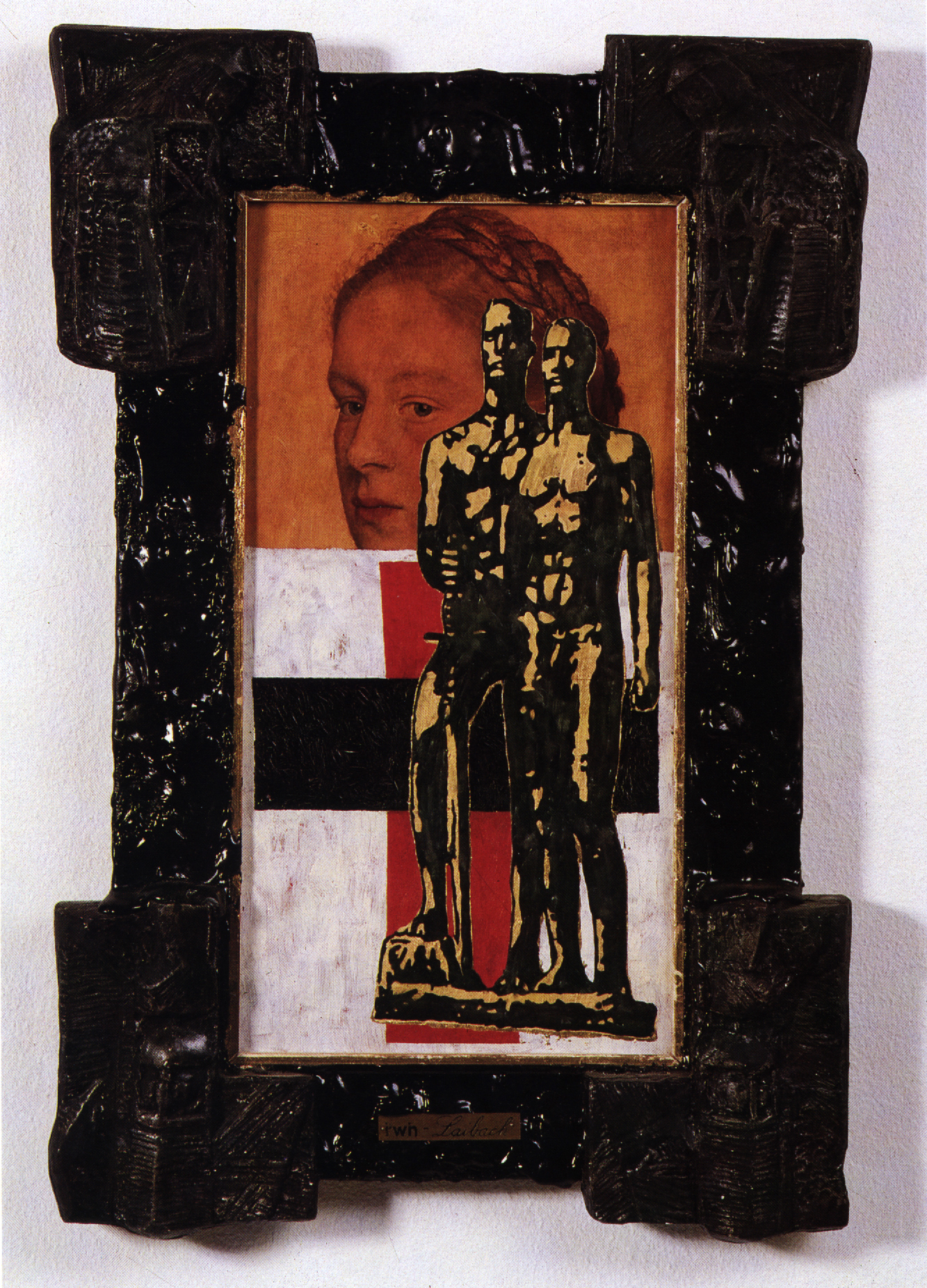
Malevich between two wars, 2003.

IRWIN est un collectif d'artistes slovènes, principalement des peintres, fondé en 1984 et lui-même rattaché au controversé collectif d'art politique Neue Slowenische Kunst (NSK) de Slovénie. Les membres d'IRWIN décrivent leur propre travail comme « rétro-principe » ou « rétro-avant-garde »
Les artistes d'IRWIN ne signent jamais individuellement leur travail : ils apposent plutôt un tampon ou un certificat, indiquant ainsi que le travail émane du collectif.
Bien que le collectif soit principalement composé de peintres, il est engagé dans de nombreuses œuvres collectives en compagnie d'autres collectifs du NSK, passant du théâtre aux vidéos musicales. En 1992, en collaboration avec Michael Benson, il crée la performance Black Square on Red Square, dans laquelle un carré de tissu noir de 22 mètres de côté fut déroulé sur la Place Rouge de Moscou, en hommage à Kazimir Malevitch et au mouvement suprématiste.
On compte parmi les membres de IRWIN : Dusan  Mandic, Miran Mohar, Andrej Savski, Roman Uranjek et Borut Vogelnik.

## Livres
- IRWIN, East Art Map, 2006, The MIT Press.  (ISBN 1-84638-005-7)
- IRWIN (Eda Èufer et Victor Misiano), Interpol : The art exhibition wich divided East and West, 2000, IRWIN & Moscow Art Magazin

## Expositions notables
- Künstlerhaus Bethanien, Berlin, 2003
- Musée Karl Ernst Osthaus, Hagen, 2004
- Musée d'art contemporain de Belgrade, 2004

## Filmographie
- Sarajevo: State in Time, 2019.